# Alice Prestes
Alice Vianna Prestes (Piracicaba, 21 de outubro de 1887 — Itapetininga, 9 de junho de 1940) foi a esposa de Júlio Prestes, presidente eleito do Brasil que, devido à Revolução de 1930, foi impedido de tomar posse, o que a impediu de se tornar oficialmente primeira-dama do país. No entanto, Alice exerceu a função de primeira-dama do estado de São Paulo de 1927 a 1930, durante o período em que seu marido governou o estado.

## Biografia
Nascida no interior de São Paulo, filha de Abílio Vianna e de Maria Isabel de Barros Vianna, casou-se em 3 de maio de 1906 com o poeta e advogado Júlio Prestes de Albuquerque e tiveram três filhos: Marialice Prestes de Albuquerque, Fernando Prestes Neto e Irene Prestes da Silva.

### Morte
Morreu em 9 de junho de 1940, na fazenda de Araras, município de Itapetininga, aos 52 anos, onde seu corpo foi sepultado no cemitério do Santíssimo Sacramento.